# The Ides of March (película)
The Ides of March (titulada Los idus de marzo en España, Poder y Traición en México y Secretos de estado en Argentina) es una película de 2011 escrita, dirigida y producida por George Clooney e interpretada por él y Ryan Gosling. La película se estrenó el 7 de octubre de 2011 en Estados Unidos, el 19 de enero de 2012 en Argentina y el 9 de marzo de 2012 en España. Está basada en la obra de teatro Farragut north, representado en el Off-Broadway de 2008. Fue candidata a cuatro Globos de Oro, incluyendo «mejor película dramática».

## Trama
Stephen Meyers (Ryan Gosling) es un joven e idealista asesor de campañas políticas al servicio del gobernador demócrata de Pensilvania Mike Morris (George Clooney). Stephen afrontará el mayor desafío de su carrera profesional al tratar de conseguir que Morris sea elegido por el Partido Demócrata de los Estados Unidos para enfrentarse al candidato republicano en las elecciones presidenciales de Estados Unidos en 2004.
Meyers es el principal asistente del director de la campaña, Paul  Zara (Philip Seymour Hoffman). Para conseguir un triunfo crucial del precandidato Morris en el Estado de Ohio en las elecciones primarias, deben obtener el apoyo de un Senador corrupto y muy influyente. Meyers es tentado por Tom Duffy (Paul Giamatti), el jefe de la campaña del otro precandidato demócrata, el cual le ofrece un puesto de importancia en filas contrarias, pero este se niega. Meyers se verá involucrado en el mundo de la política, pleno de traiciones, cruel y mentiroso, en el que nada es lo que parece; sus ideales tratarán de permanecer por encima de la corrupción, sin conseguirlo. Un dramático dilema entre ética y política que en el film parecen incompatibles.

## Reparto
| Actor                  | Personaje             |
| ---------------------- | --------------------- |
| Ryan Gosling           | Stephen Meyers        |
| George Clooney         | Candidato Mike Morris |
| Philip Seymour Hoffman | Paul Zara             |
| Paul Giamatti          | Tom Duffy             |
| Evan Rachel Wood       | Molly Stearns         |
| Marisa Tomei           | Ida Horowicz          |
| Jennifer Ehle          | Cindy Morris          |
| Jeffrey Wright         | Senador Thompson      |
| Max Minghella          | Ben Harpen            |

## Producción

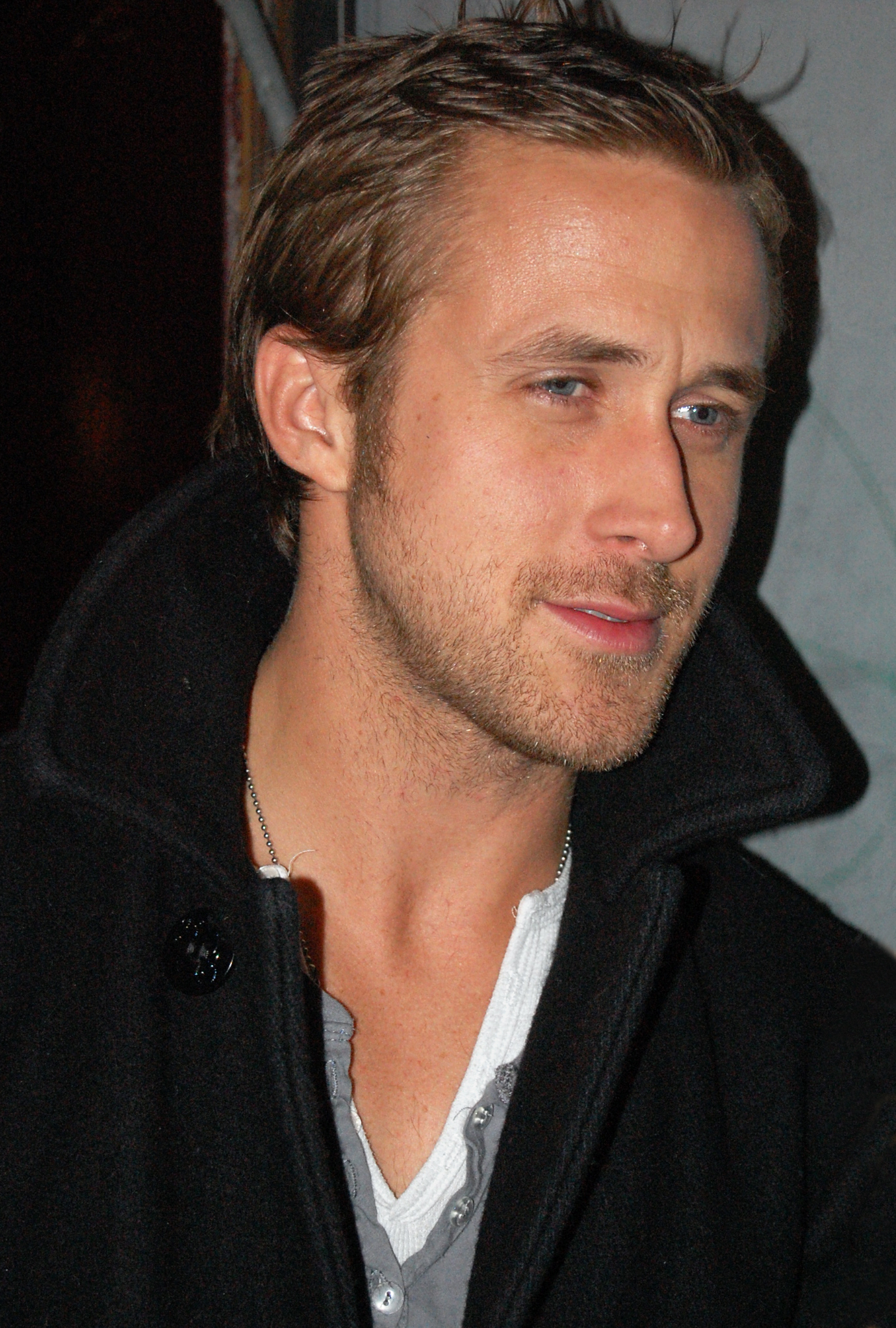
Ryan Gosling como Stephen Meyers.

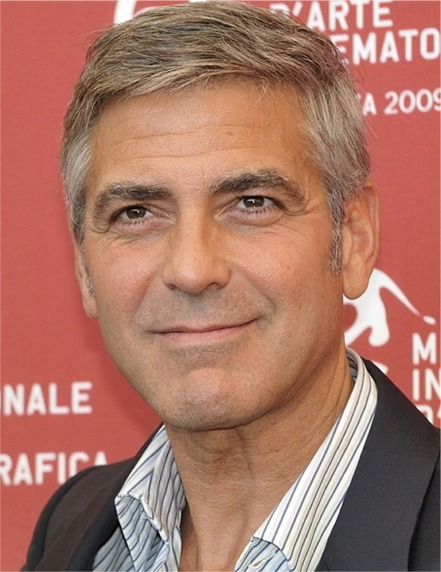
George Clooney como el Gobernador Mike Morris.

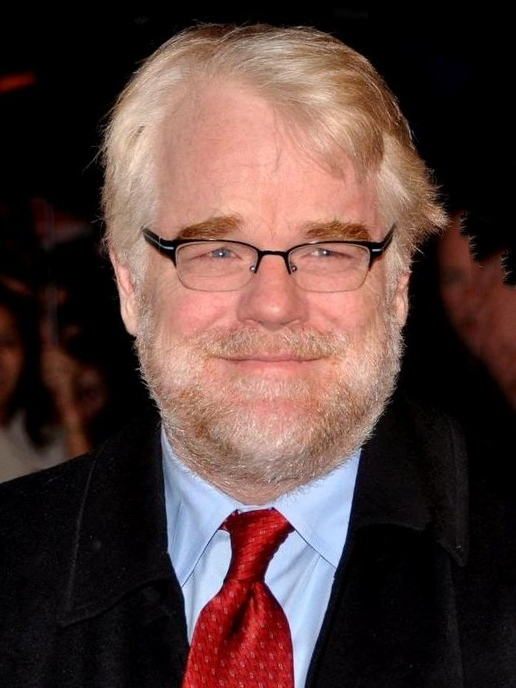
Philip Seymour Hoffman como Paul Zara.

Se rodó entre el 7 de febrero y el 2 de abril de 2011. Se filmó en los estados de Ohio y Kentucky, en poblaciones como las ciudades de Detroit o Cincinnati. También se filmaron algunas escenas en la Universidad de Miami, con unos 1.300 extras. Leonardo DiCaprio rechazó el papel principal, pero siguió involucrado en la película participando en las tareas de producción como productor ejecutivo.Chris Pine fue considerado para el personaje de Stephen Meyers, que finalmente es interpretado por Ryan Gosling. Brad Pitt iba a dar vida a Paul Zara, pero fue sustituido por Philip Seymour Hoffman.
George Clooney creció en la ciudad de Cincinnati, donde ha sido rodado el film. El actor declaró que sus raíces en Ohio han influido en el desarrollo de la cinta. Algunos de los pósters utilizados en la campaña del Gobernador Mike Morris (interpretado por Clooney) fueron inspirados en los carteles creados por el diseñador gráfico Shepard Fairey, utilizados en la campaña de Barack Obama en 2008. Inicialmente iba a ser lanzada bajo el título de Double Vision. En los títulos de crédito finales no aparece ningún agradecimiento por parte de la productora al ayuntamiento de Cincinnati. Grant Heslov señaló que «ha sido un error imprevisto», además de asegurar que «el error será subsanado cuando sea lanzada en el mercado doméstico».

## Recepción

### Respuesta crítica
Según la página de Internet Rotten Tomatoes obtuvo un 85% de comentarios positivos, llegando a la siguiente conclusión: "aunque no expone verdades reveladoras The Ides of March en un increíblemente bien interpretado drama, que se mueve a un ritmo tranquilo y confiado". Roger Ebert escribió que "el Clooney director traslada a su trabajo su experiencia como actor y atiende especialmente a las interpretaciones. La impresión que queda, sin embargo, es que él cree que su película es más reveladora de lo que realmente es". Carlos Boyero describió para el diario El País como "espléndida (...) Clooney retrata ese temible mundo con lucidez feroz, sin apelar al maniqueísmo, haciendo creíble la desvergüenza". Según la página de Internet Metacritic obtuvo 
críticas positivas, con un 67%, basado en 42 comentarios de los cuales 31 son positivos.

### Premios
Premios Óscar
| Año  | Categoría            | Persona                     | Resultado |
| ---- | -------------------- | --------------------------- | --------- |
| 2011 | Mejor Guion Adaptado | Grant Heslov George Clooney | Nominados |

Globos de Oro
| Año  | Categoría              | Persona                                   | Resultado |
| ---- | ---------------------- | ----------------------------------------- | --------- |
| 2011 | Mejor película - Drama | Mejor película - Drama                    | Candidata |
| 2011 | Mejor director         | George Clooney                            | Candidato |
| 2011 | Mejor actor - Drama    | Ryan Gosling                              | Candidato |
| 2011 | Mejor guion            | George Clooney Grant Heslov Beau Willimon | Nominados |

Premios BAFTA
| Año  | Categoría              | Persona                     | Resultado |
| ---- | ---------------------- | --------------------------- | --------- |
| 2011 | Mejor actor de reparto | Philip Seymour Hoffman      | Candidato |
| 2011 | Mejor guion adaptado   | George Clooney Grant Heslov | Nominados |

Fue presentada en el Festival de Cine de Venecia, Italia, el 31 de agosto de 2011, dentro de la sección de largometrajes a concurso. También fue presentada en el Festival de Cine de Toronto, Canadá, el 9 de septiembre de 2011, dentro de la sección oficial de largometrajes a concurso. Fue candidata como «mejor película» en el National Board of Review. Fue candidata en la Broadcast Film Critics Association como «mejor reparto».

### Taquilla
Estrenada en 2.199 cines estadounidenses debutó en segunda posición con 10 millones de dólares, con una media por sala de 4.761 dólares, por delante de Dolphin Tale y por detrás de Real Steel. Recaudó en Estados Unidos 41 millones. Sumando las recaudaciones internacionales la cifra asciende a 75 millones. El presupuesto estimado invertido en la producción fue de 12.5 millones.